# Yazdagird III
Yazdagird III (Perzisch: یزدگرد سوم, "gemaakt door God") (±624 - 651) was van 632 n.Chr. tot 644 n.Chr. de eenendertigste en laatste Koning der Koningen van de Iraanse Sassanidendynastie. Van 644 tot 651 was hij sjah in ballingschap. Hij was een kleinzoon van Khusro II (590-628). Na een burgeroorlog van vier jaar (628-632) kwamen de huizen van Iran overeen dat de achtjarige Yazdagird het land mocht regeren, althans in naam. Op 16 juni 632 besteeg Yazdegird III de Perzische troon. Kort na de overeenkomst, in 633, begonnen de Islamitische veroveringen van Iran. In 644 was het hele rijk veroverd en moest Yazdagird vluchten. Hij keerde meerdere malen terug, maar zijn legers werden telkens verslagen. Uiteindelijk werd hij als vluchteling in een molen vermoord, mogelijk om zijn geld, maar volgens andere bronnen was de moord beraamd door de islamitische gouverneur van Sistan om van de koning der Perzen af te komen. Zijn levensloop doet enigszins denken aan die van Darius III, duizend jaar eerder.

## Biografie

### Troonsbestijging
Zijn vader Shahriyar werd samen met zijn grootvader Khusro II door zijn oom Kavad II vermoord. De vrede met de Byzantijnse keizer Herakleios gaf nog meer ruimte voor de interne strijd. Shahrbaraz, de spahbed van Khusro II pleegde in 630 een staatsgreep. Farrukh Hormazd, alias Hormazd V stootte Shahrbaraz van de troon en zette Boran, de dochter van Khusro II op de troon. Even later riep Shapur-i Shahrbaraz, de zoon van Shahrbaraz, zich uit tot sjah. Azarmidokht, de zus van Boran, liet Shapur-i Shahrbaraz en Hormazd V uit de weg ruimen. Rostam Farrukhzad (van de Pahlav partij) en Piruz Khosrow (van de Parsig partij) kwamen uiteindelijk overeen over de kandidaat Yazdagird III. 
Yazdagird beschikte echter niet over de autoriteit die nodig was om stabiliteit te brengen in zijn uitgebreide rijk, dat snel uiteenviel als gevolg van onophoudelijke interne conflicten tussen de legeraanvoerders, hovelingen en machtige leden van de aristocratie. Veel van de gouverneurs van het rijk riepen de onafhankelijkheid uit en stichten hun eigen koninkrijken. Al heel spoedig echter kreeg hij te maken met de islamitische Arabieren.

### Eerste invasie van Mesopotamië
In de lente van 633 viel de islamitische generaal Khalid ibn Walid, een van de Metgezellen (Sahaba) van Mohammed, Mesopotamië binnen met een leger van 18.000 vrijwilligers. Khalid ibn Walid had gediend onder Mohammed en had ook een cruciale rol gespeeld in de Ridda-oorlogen, een serie opstanden van Arabische bedoeïenenstammen tegen Mohammeds opvolger, kalief Aboe Bakr.
Er werd een leger van 20.000 Perzische veteranen en christelijk-Arabische bondgenoten op afgestuurd onder leiderschap van de ervaren generaals Hormuz, Qubaz en Anushjan, maar dit leger werd verslagen in de 'Slag van de Kettingen', en ruim tienduizend Perzen en christelijke Arabieren kwamen om, evenals generaal Hormuz.
Daarna werd een nog groter leger van 50.000 Perzen op de Arabische invallers afgestuurd, onder leiding van generaal Qarin Bin Qaruyanas, die versterkingen kreeg van de overlevenden van de Slag van de Kettingen, onder wie de generaals Qubaz en Anushjan.
In de 'Slag bij de Rivier' werd het leger beslissend verslagen, en de genoemde generaals sneuvelden.
Daarna sloten de overlevenden van de Slag van de Kettingen en de Slag bij de Rivier zich aan bij een nieuw groot Perzisch leger van eveneens ruim 50.000 soldaten, gestuurd door Yazdagird III, onder het commando van Andarzaghar. Een tweede Perzisch leger onder Bahman zou zich bij Andarzaghar voegen, die bij de plaats Walaja (50 km ten zuidoosten van het huidige Najaf) een strategische plaats had ingenomen om met de Arabieren af te rekenen. Khalid was echter goed op de hoogte van de plannen en reageerde snel, vóór Bahman de tijd had om Walaja te bereiken. Door een insluitende tangbeweging, zoals eerder toegepast in de Slag bij Marathon en de Slag bij Cannae, wist Khalid de Perzen beslissend te verslaan in de Slag bij Walaja (mei 633), hen zeer zware verliezen toe te brengen en de meeste soldaten, waaronder veteranen die de eerste twee veldslagen hadden overleefd, te doden. Generaal Andarzaghar vluchtte de woestijn in, waar hij van dorst zou zijn omgekomen, doordat hij door Khalids jacht op de overlevenden niet in staat was met hen mee te gaan.
Daarna voegde Jaban het overgebleven grote Perzische leger bij een groot aantal christelijke Arabieren onder Abdul-Aswad en Abjar, en een klein aantal overlevenden van de eerste drie veldslagen. Het leger bestond uit 70.000 soldaten en bevocht Khalid in de Slag bij Ullais: alle soldaten en de drie generaals werden gedood. Daarna nam Khalid met gemak Al-Hira in, en veroverde het grootste gedeelte van Mesopotamië.
Khalid nam Al-Anbar in, na het Beleg van Al-Anbar. Yazdagird III stuurde een groot leger van Perzen en christelijk-Arabieren op Khalid af, maar dit werd verslagen tijdens de Slag bij Ayn al-Tamr, en Khalid nam de christelijk-Arabische generaal,
Aqqa ibn Qays ibn Bashir, gevangen.
Daarna keerde Khalid tijdelijk terug naar Arabië om een opstand van christelijk-Arabieren te onderdrukken, en in de tussentijd bracht Yazdagird meerdere legers op te been om Khalid te verdrijven. Khalid versloeg echter de rebellen in de Slag bij Dawmat al-Jandal en keerde terug naar Mesopotamië. Hij wist de legers door precies geplande nachtelijke aanvallen te verslaan in de Slag bij Muzayyah, de Slag bij Saniyy en de Slag bij Zumail.
Er was in het noorden van Mesopotamië nog een groot grensleger over. Khalid trok op tegen het leger bij Firaz, de Perzen werden versterkt door een groot aantal christelijk-Arabische bondgenoten, en de Byzantijnen aan de grens besloten met een groot leger en hun christelijk-Arabische bondgenoten de Perzen te hulp te schieten. Samen vormden ze een leger van op zijn minst 150.000 soldaten en mogelijk zelfs 300.000 soldaten. Khalid bevocht met zijn leger van 15.000 man, het ten minste tien keer grotere coalitieleger van Byzantijnen, Perzen en hun beide christelijk-Arabische bondgenoten in de Slag bij Firaz. Khalids kansen leken erg klein, maar hij behaalde een uitzonderlijke en beslissende overwinning en honderdduizenden Perzen, Byzantijnen en christelijk-Arabieren kwamen om. Door de overwinning werd het moreel en de reputatie van de moslims enorm versterkt, en de Byzantijnen en hun bondgenoten hadden zware verliezen geleden.
Na de Slag bij Firaz nam Khalid heel Mesopotamië in. Daarna riep de kalief hem met meer dan de helft van zijn soldaten terug om Byzantijns Syrië in te nemen.

### Tweede invasie van Mesopotamië
Nadat Khalid was vertrokken, stuurde Yazdagird meteen meerdere grote legers Mesopotamië in om het te heroveren op de moslims. De moslimgeneraal Muthanna ibn Haris trok zich zonder te vechten terug naar de grensgebieden waar hij versterkingen kreeg en het leger werd onder de leiding geplaatst van Abu Ubaid. Deze versloeg met 10.000 Arabieren een leger van 100.000 Perzen in de Slag bij Namaraq en versloeg de Perzen opnieuw in de Slag bij Kaskar, waarna hij Al-Hira zonder verzet heroverde.

### Derde invasie van Mesopotamië
De Perzen stuurden daarna Bahman Jaduya met 70.000 soldaten en 13 grote oorlogsolifanten naar Mesopotamië. Hij behaalde in de Slag om de Brug de eerste en enige Perzische overwinning. 4000 Arabieren en de generaal Abu Ubaid werden gedood, maar de rest wist naar de woestijn te ontsnappen en de Perzen verloren ook 6000 man. Misnah bin Harisah kwam echter met een nieuw Arabisch leger terug en versloeg de Perzen en hun krijgsolifanten in de Slag bij Baiyoub.

### Slag bij al-Qādisiyyah
Yazdagird bracht nu meerdere grote legers samen die tezamen uit meer dan 200.000 soldaten bestonden, met 7 verschillende generaals, en regelde nu 33 olifanten. Ook trouwde hij de kleindochter van de Byzantijnse keizer Herakleios om een bondgenootschap met hem te sluiten. De Arabieren hadden ondertussen grote delen van Palestina en Syrië veroverd en ook Herakleios bracht nu meerdere grote legers samen om hen te bevechten. Terwijl hij ze uit Syrië trachtte te verdrijven, verdreef Yazdagird hen uit Mesopotamië.
Het kostte Yazdagird III echter enige tijd om zijn leger samen te brengen. De Arabieren maakten daar gebruik van door vrijwel al hun troepen naar Syrië te sturen, waar ze onder leiding van Khalid ibn Walid het uit 400.000 man bestaande Byzantijnse leger versloegen in de Slag bij de Jarmuk. Daarna probeerden de Arabieren met Yazdagird te onderhandelen, om hem over te halen zich te bekeren tot de islam. Toen dat mislukte, werden de Arabische legers onder leiding van Sa'd ibn Abī Waqqās naar al-Qādisiyyah gestuurd om de Perzen te bevechten. De Arabieren hadden 24.000 man, omdat veel Arabieren nog steeds in Syrië vochten, maar zij werden op de tweede dag van het gevecht versterkt door 6000 ervaren veteranen en kregen er op de vijfde dag nog een paar duizend bij. De Slag bij al-Qādisiyyah duurde in totaal 5 dagen. De moslims leden zware verliezen maar behaalden uiteindelijk toch een verpletterende overwinning. Ruim honderdduizend Perzen, alle olifanten en 5 van de 7 generaals kwamen om, onder wie Rostam Farrokhzād, de opperste generaal van het Perzische rijk. Ook werden al hun voorraden geplunderd.
Daarna veroverden de moslims geheel Mesopotamië. Yazdagird regelde snel versterking voor Ctesiphon van de overlevenden van de Slag bij al-Qādisiyyah en stuurde uit meerdere provincies troepen om de weg naar Ctesiphon te bewaken. De moslims versloegen de troepen in Babylon, en nog twee keer op weg naar Babylon. Daarna belegerden zij Ctesiphon twee maanden lang. De Perzen probeerden het beleg te breken, maar hun cavalerie en de meeste van hun troepen werden verslagen en de generaal van het leger werd gedood. Ook een tijger die getraind was voor oorlogvoering werd gedood. Toen de moslims de Tigris overgingen, besloot Yazdagird met zijn hof en de overgebleven hofhouding te vluchten. Ctesiphon werd ingenomen, de grote schatkist van de koning werd geplunderd en ruim 40.000 edelen werden tot slaaf gemaakt.
De Perzen verzamelden zich in grote aantallen bij Jalula, een belangrijk fort in het noorden van Irak. Hashim ibn Uthba besloot hen eerst te verslaan voor hij verder trok, teneinde geen vijandig leger in zijn rug te hebben. Hij bevocht 20.000 Perzen in de Slag bij Jalula, die onder leiding stonden van Mihran, die in de Slag bij al-Qādisiyyah had gevochten, en Khurrazad, de broer van Rostam. De Perzen werden beslissend verslagen en Khurrazad kwam om. Jalula werd 7 maanden lang belegerd waarna het zich overgaf. Tikrit werd ook ingenomen na zware tegenstand en ook Mosul gaf zich over.
Qaqa bevocht een ander groot Perzisch leger dat geleid werd door Mihran, bij de Slag bij Khaniqeen, waarbij Khaniqeen veroverd werd. De overlevenden trokken naar Hulwan, dat belegerd werd en ook werd ingenomen. Hiermee was heel Irak en westelijk Iran ingenomen door de Arabieren.

### Perzische aanvallen in Mesopotamië
Yazdagird III begon zijn legers weer op te bouwen, terwijl hij opstanden teweegbracht in Mesopotamië. Hij liet Hormuzan een aanval doen in Mesopotamië. Hormuzan was een Perzische generaal die gevochten had tijdens de Slag bij al-Qādisiyyah. Hormuzan werd door Utbah ibn Ghazwan en Nouman ibn Muqarin verslagen en gedwongen tot het sluiten van vrede. Hij zou volgens dit verdrag Ahwaz als vazal regeren. Hij schond echter snel het verdrag en kwam weer in opstand. Umar stuurde Abu Musa Ashaari, gouverneur van Busra, om hem te bevechten. Hij versloeg Hormuzan, die vervolgens opnieuw vrede sloot. Yazdagird stuurde Hormuzan echter versterkingen en hij kwam nogmaals in opstand. Umar stuurde de gouverneur van Kufa, Ammar ibn Yasir, de gouverneur van Busra Abu Musa en Nouman ibn Muqarin naar Tustar, waar ze Hormuzan versloegen en hij gevangengenomen werd. Daarna werd hij naar Medina gebracht. Vervolgens werd de militair belangrijke stad Susa belegerd en na een paar maanden ingenomen. Junde Sabur werd na een beleg van een paar weken ook bezet.

### Slag bij Nahāvand
Kalief Omar wilde de Perzen in Iran houden, veilig achter het Zagrosgebergte, en wilde nu vrede. Yazdegird voelde zich echter in zijn trots gekwetst: onder zijn leiding had Iran de grootste vernedering sinds Alexander de Grote ondergaan, en dat kon hij niet over zijn kant laten gaan. Yazdegird liet zijn legers telkens aanvallen op de Arabieren uitvoeren, terwijl hij op het Iraans Plateau een nieuw leger in gereedheid bracht voor de geplande revanche op de Arabieren.
Hij deed een oproep aan alle krijgsheren en edelen binnen het rijk. In 641 had hij een gigantisch leger samengebracht, van 150.000 soldaten, dat bijna net zo groot was als het leger tijdens de Slag bij al-Qādisiyyah. Toen Omar hiervan hoorde, stuurde hij een leger van 30.000 soldaten naar het oosten om eens en voor altijd een einde aan de Perzische dreiging te maken. Tijdens de Slag bij Nahāvand wisten de Arabieren in 642 het 150.000 man sterke Perzische leger te verslaan. Ze gebruikten cavaleriebewegingen, waarbij ze snel aanvielen en weer terugtrokken om veel klappen uit te delen, waarbij ze hun snelheid gebruikten, hun effectieve boogschutters die zware verliezen toebrachten en hun zwaardvechters die getraind waren om officieren te doden teneinde het leger te verzwakken. Ze deden daarna alsof ze terugtrokken omdat de kalief overleden was, waarna ze de Perzen in een kloof verrasten, insloten en versloegen. Ruim honderdduizend Perzen kwamen om en beide generaals, Pirouzan en Mardanshah, werden gedood. De Slag bij Nahāvand staat nog steeds bekend bij moslims als de 'overwinning der overwinningen'.

### Het einde van de Sassaniden
Na deze slag trok Yazdegird zich terug in Merv, maar hij kon geen substantiële legers meer bijeenbrengen. In Iran zelf viel het centraal gezag uiteen, waardoor lokale gouverneurs en legerleiders zich als krijgsheer gingen gedragen. Deze krijgsheren werden uiteindelijk stuk voor stuk door de Arabieren verslagen en hun gebieden ingelijfd. In het oosten was het Perzisch gezag niet populair bij inheemse volkeren, en Khorassan kwam in opstand. Na de Slag aan de Oxus tegen de Arabieren in 644 werd Yazdegird van sjah tot opgejaagde vluchteling, en via de Turkse kanaten bereikte hij uiteindelijk Tang China. Het Sassanidische Rijk was voorbij.

### Dood
Yazdegird keerde de daaropvolgende jaren regelmatig naar Iran terug om, gebruikmakend van ontevredenheid over de Arabische overheersing en zijn invloed over de adel en krijgsheren, de Iraniërs aan te zetten tot rebellie. Onder Oethmans kalifaat ontstonden in 649 opstanden in Fars, Armenië, Azerbeidzjan en Sistan, die allemaal werden neergeslagen. In Makran was er een opstand in 650 die werd onderdrukt, en in 651 begon Yazdagird een opstand in Khorassan en Bactrië, terwijl er ook een opstand was in Tabaristan. Die opstanden werden echter door de Arabieren neergeslagen en Yazdegirds legers werden meerdere keren verslagen. Yazdegird werd opnieuw een vluchteling, deze keer in vijandig gebied. Hij vluchtte van het ene district naar het andere, totdat hij in 651 door een christelijke molenaar bij Merv werd vermoord om zijn geld. Er zouden aanwijzingen zijn dat de moord in scène gezet was door de gouverneur van Merv, die op deze manier met de onruststoker in zijn provincie wilde afrekenen. Zijn dood betekende het einde van het Perzische verzet tegen de Arabische veroveringen in het Midden-Oosten en dus het einde van Sassanidisch Perzië: Perzië werd daardoor een deel van het Arabische Rijk.

## Afstammelingen
Yazdegirds zoon Peroz II zou vanuit China het verzet tegen de Arabische bezetting voortzetten, met Chinese hulp. De laatst bekende Sassanidische troonpretendent was Peroz' zoon Narsieh, die aan het eind van de 7e eeuw als generaal in het Chinese leger en als gouverneur van Kanton diende, een Chinese prinses huwde en de keizerlijke Chinese naam Li aannam. Een groot deel van de Iraanse keizerlijke familie verbleef in West-China. Hoogstwaarschijnlijk zijn deze laatste afstammelingen van de Sassaniden uiteindelijk opgegaan in de Chinese bevolking. Een dochter van Yazdegird, Shahrbanu, zou echter een van de vrouwen van Hoessein ibn Ali zijn geworden, terwijl een andere dochter, Izundad, trouwde met de joodse exilarch Bostanai ben Haninai. Bahá'u'lláh, stichter van de bahá'í-religie, zou een verre afstammeling van Yazdegird III zijn.